# Caséine gamma
Cet article court présente un sujet plus développé dans : caséine bêta.
Une caséine γ est une protéine du lait de vache correspondant à la partie C-terminale issue du clivage de la caséine β par des protéases. Elles représentent de 3 à 5 % des caséines, soit de 1 à 2 g/L de lait. On distingue :
- la caséine γ1, de 181 acides aminés, issue de l'action d'une protéase entre les résidus de lysine 28 et 29 ;
- la caséine γ2, de 104 acides aminés, issue de l'action d'une protéase entre les résidus de lysine 105 et d'histidine 106 ;
- la caséine γ3, de 102 acides aminés, issue de l'action d'une protéase entre les résidus de lysine 107 et de glutamate 108.